# Gaetanus pileatus
Gaetanus pileatus är en kräftdjursart som beskrevs av Farran 1903. Gaetanus pileatus ingår i släktet Gaetanus och familjen Aetideidae. Inga underarter finns listade i Catalogue of Life.